# 326 Тамара
326 Тамара (лат. 326 Tamara) је астероид главног астероидног појаса са пречником од приближно 93,00 km.
Афел астероида је на удаљености од 2,759 астрономских јединица (АЈ) од Сунца, а перихел на 1,874 АЈ.
Ексцентрицитет орбите износи 0,191, инклинација (нагиб) орбите у односу на раван еклиптике 23,727 степени, а орбитални период износи 1288,486 дана (3,527 године).
Апсолутна магнитуда астероида је 9,36 а геометријски албедо 0,036.
Астероид је откривен 19. марта 1892. године.